# David Attenborough
Sir David Frederick Attenborough (født 8. maj 1926) er en formidler og naturforsker. Hans karriere som det respekterede ansigt og stemme for britiske naturhistorieprogrammer har varet i mere end 50 år. Han er bedst kendt for at skrive og præsentere de ti afsnit af Life on Earth fra 1979, som udgør en sammenfatning af alt liv på Jorden. Han var også senior-manager ved BBC og var producer på BBC Two og programchef for BBC Television i 1960'erne og 1970'erne.
NPR har udtalt at han med sine udsendelser og passion for natur har "strejfet hele verden og delt sine opdagelser og entusiaster med sin patenterede semi-hvisken til at fortælle". Han er bredt anerkendt som et nationalklenodie, selvom han ikke selv bryder sig om begrebet. Han er den yngre bror af den afdøde instruktør, producer og skuespiller Richard Attenborough, og storebror til den afdøde bildirektør John Attenborough.

## Filmografi
- Zoo Quest to Guyana (1956)
- Zoo Quest for a Dragon (1957) – republished in 1959 to include an additional 85 pages titled Quest for the Paradise Birds
- Zoo Quest in Paraguay (1959)
- Quest in Paradise (1960)
- People of Paradise (1960)
- Zoo Quest to Madagascar (1961)
- Quest Under Capricorn (1963)
- Fabulous Animals (1975)
- The Tribal Eye (1976)
- Life on Earth (1979)
- Discovering Life on Earth (1981)
- The Living Planet (1984)
- The First Eden: The Mediterranean World and Man (1987)
- The Atlas of the Living World (1989)
- The Trials of Life (1990)
- The Private Life of Plants (1994)
- The Life of Birds (1998)
- The Life of Mammals (2002)
- Life on Air: Memoirs of a Broadcaster (2002) – autobiography, revised in 2009
- Life in the Undergrowth (2005)
- Amazing Rare Things: The Art of Natural History in the Age of Discovery (2007) – with Susan Owens, Martin Clayton and Rea Alexandratos
- Life in Cold Blood (2007)
- David Attenborough's Life Stories (2009)
- David Attenborough's New Life Stories (2011)
- Drawn From Paradise: The Discovery, Art and Natural History of the Birds of Paradise (2012) – with Errol Fuller
- Adventures of a Young Naturalist: The Zoo Quest Expeditions (2017)
- Journeys to the Other Side of the World: Further Adventures of a Young Naturalist (2018)
- Dynasties: The Rise and Fall of Animal Families with Stephen Moss (2018)
- A Life on Our Planet: My Witness Statement and a Vision for the Future (2020)